# Городець (станція)
Городець (біл. Гарадзец) — станція Берестейського відділення Білоруської залізниці в Кобринському районі Берестейської області. Знаходиться в селі Городець.